# Calca
Calca – miasto w Peru, w regionie Cuzco, stolica prowincji Calca. W 2008 liczyło 10 108 mieszkańców.